# Oxyopes licenti
Oxyopes licenti är en spindelart som beskrevs av Schenkel 1953. Oxyopes licenti ingår i släktet Oxyopes och familjen lospindlar. Inga underarter finns listade i Catalogue of Life.